# Niederlandt

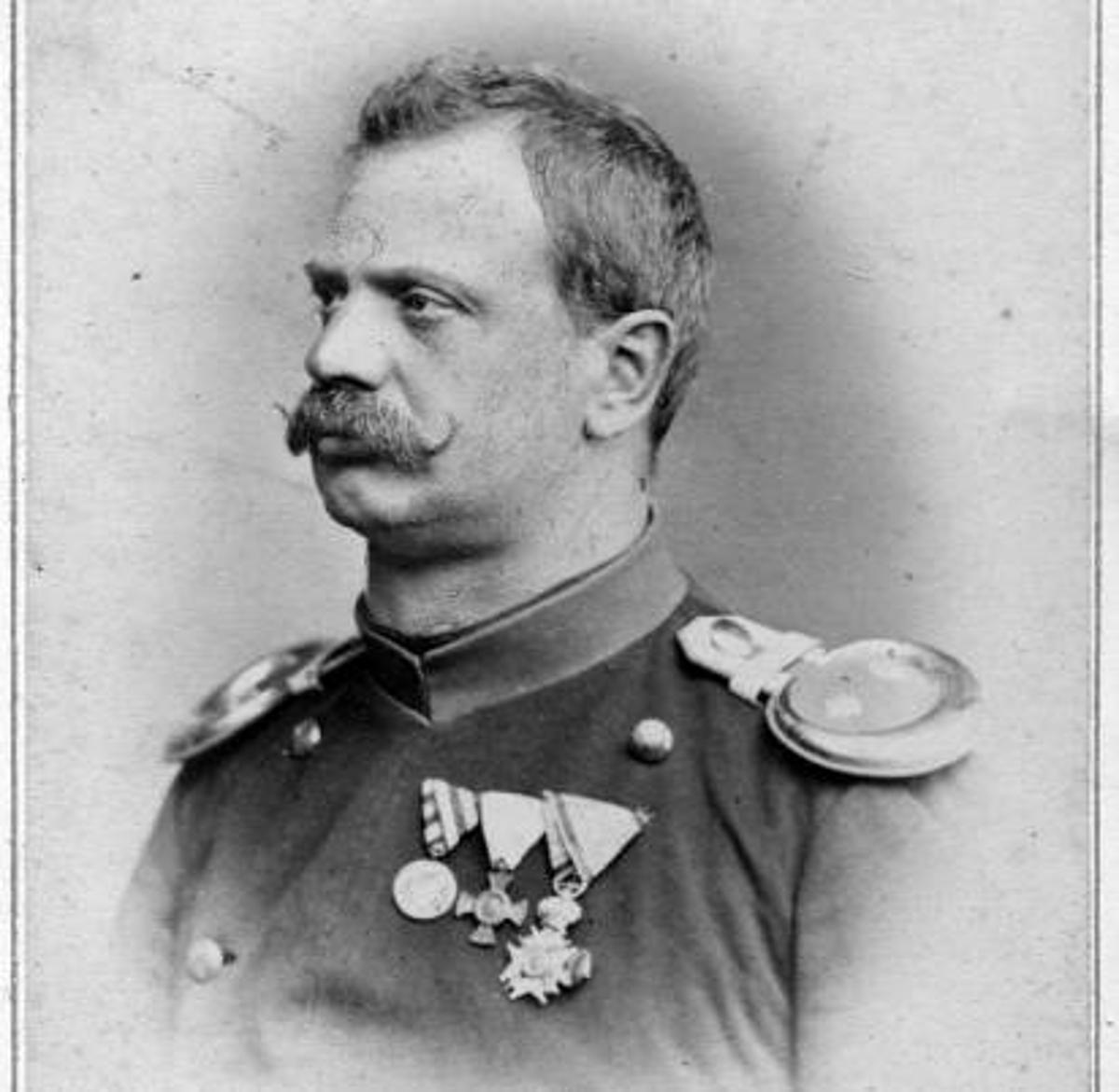
Ludwig von Nagel in Offiziersuniform um 1870.

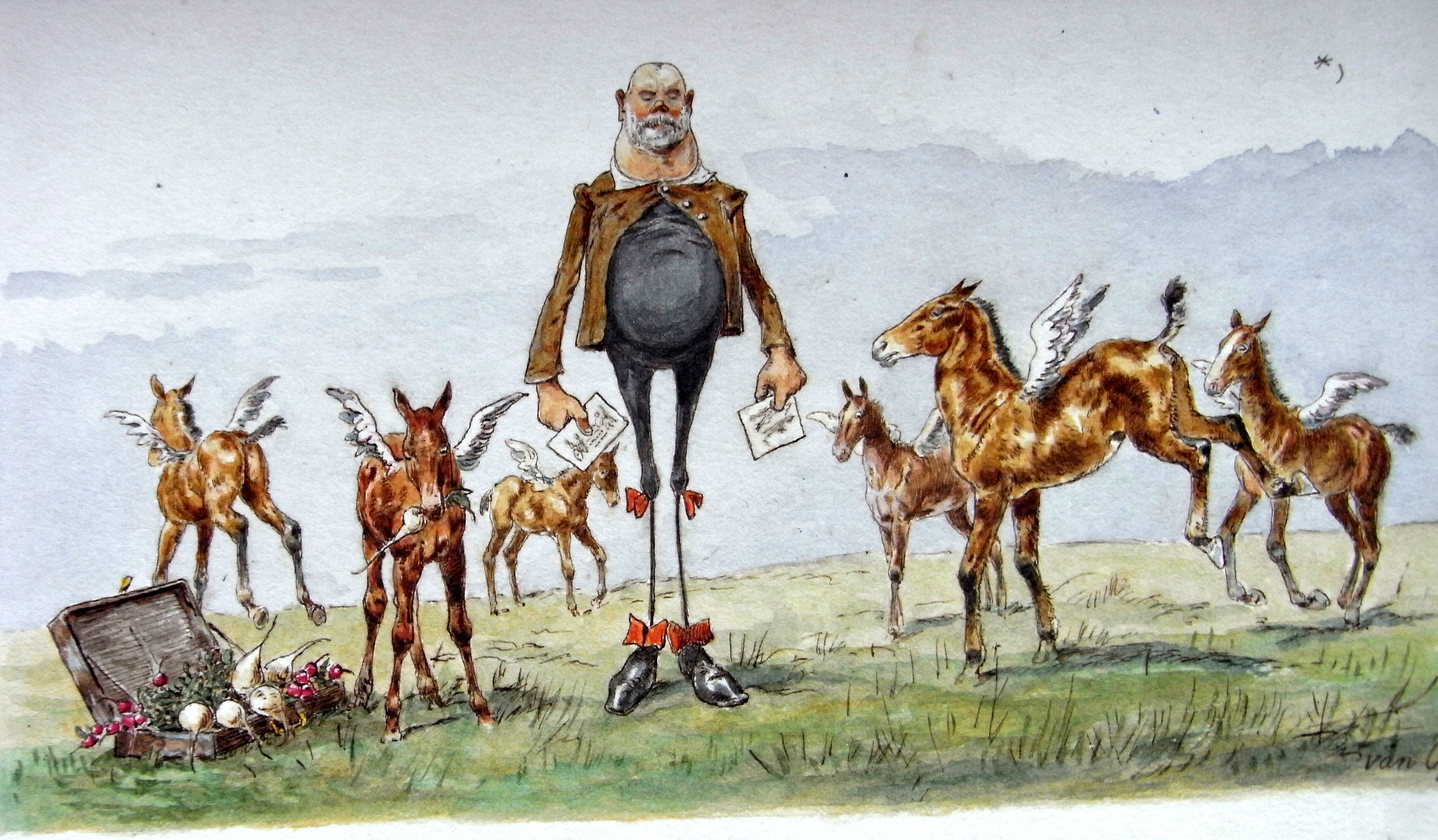
Ludwig von Nagel, wie er sich selbst als Adrian van Os sieht.

Die Gesellschaft der Niederländter, kurz Niederlandt ist eine Herrengesellschaft zur Pflege von Kunst, Humor und Freundschaft. Sie wurde am 7. Februar 1870 von dem bayerischen Reiteroffizier und renommierten Maler Ludwig von Nagel in Bayreuth gegründet. Nagel fand in seinen früheren Garnisonen eine Reihe von künstlerisch begabten Kollegen, die ihr Talent aufgrund fehlender Anregungen vernachlässigten. So gründete er nach dem Vorbild der niederländischen Künstlergilden einen Freundschaftskreis, in dem sich künstlerische Dilettanten austauschen und ihre Talente nutzen konnten. Seine Idee breitete sich schnell über ganz Bayern aus. Bald wurden auch Nicht-Militärs als Mitglieder aufgenommen. Nach Nagels Tod 1899 entstanden in vielen bayrischen und pfälzischen Städten weitere Sozietäten. Heute existieren 20 eigenständige Gruppierungen, die in „Allniederlandt“ zusammengeschlossen sind. Zu Schlaraffia, Ritterbünden, Studentenverbindungen, Künstlergesellschaften und ähnlichen Vereinigungen, die im 19. Jahrhundert gegründet wurden, gibt es Parallelen.

## Der Name und die Sprache der „Niederländter“
Ludwig von Nagel hatte in einer Kunstzeitschrift von den Gilden der Niederländischen Maler gelesen, insbesondere von der 1442 erstmals erwähnten Antwerpener St. Lukasgilde. Die Gilde pflegte die bildende wie die literarische Kunst in einem durch Freundschaft gefestigten Zusammenschluss. Von Nagel fügte dem weitere Komponenten hinzu, wie die musikalischen Künste und das Element des Humors. Er wollte in und mit diesem Kreis unbeschwert und ohne Alltagssorgen wenigstens für wenige Stunden eine „bessere Welt“ erschaffen, eine „insula beatorum“, auf der die alltägliche „Vulgärwelt“ ausgeschlossen war. Das „dt“ in „Niederlandt“ kommt von der an das Frühneuhochdeutsche angelehnten Sprache der Niederländter. Vorbild dabei war die Diktion von Grimmelshausens Simplicissimus.

## Ausgestaltung der Idee
Zunächst schwebte dem Gründer eine „zwanglose“ Vereinigung ohne Statuten, ohne Vorstand und ohne jegliche organisatorische Struktur vor. Bald aber stellte sich heraus, dass einer als „primus inter pares“ die Sozietätsabende leiten und ein anderer finanzielle Dinge regeln sollte. Ansonsten aber legte Nagel großen Wert auf bürokratielose Geselligkeit. Um möglichst den Alltag und den damit verbundenen Ärger völlig auszuschließen, erfand er eine Reihe von Hilfsmitteln:
- jeder, der der Gesellschaft beitritt, erhält einen „Niederländtischen Namen“. ein bereits in anderen ähnlichen Vereinigungen bewährtes Hilfsmittel, um sowohl Berufsbezeichnungen als auch Titel oder Rangunterschiede unter den Mitgliedern, den sogenannten „Mynheeren“, zu eliminieren. Von Nagel nannte sich „Adrian van Os“, angelehnt an den holländischen Maler Jan van Os, dessen Todestag, der 7. Februar, derselbe ist wie der Gründungstag der ersten Niederländter Sozietät. Heute beginnen die niederländtischen Vor- und Nachnamen regelmäßig mit den Initialen des Vulgärnamens
- man legt das Alltagsgewand ab und zieht sich ein „Wämbslyn“[1] an, eine an die Wämser der Renaissance und des Barock angelehntes Kleidungsstück. Ergänzt wird das Wams häufig durch einen entsprechenden Hut mit Feder und andere Kleidungsstücke und Requisiten
- das Zauberwort, das zur Begrüßung, zur Bekräftigung, zum Ausruf der Freude, des Erstaunens, und für vieles andres dient, ist das Wörtchen „VAN“. Dieses Wort kommt in jedem Niederländter Namen vor und steht als Akronym für „Vivat Amicitia Nostra“ (=es lebe unsere Freundschaft)
- man schafft sich ein „Losament“ oder „Lokälyn“ (meist das Hinterzimmer einer Gastwirtschaft oder andere längerfristig angemietete Räumlichkeiten), das man selbst künstlerisch ausgestaltet und in dem man auch ungestört Musik machen kann
- man beschäftigt sich ausschließlich mit den „wirklich wichtigen Dingen im Leben“, also mit Kunst, Humor und Freundschaft. Regelmäßige Anregung dafür bietet die monatlich wechselnde sogenannte „Auffgäb“, die von jedem Mynheer „gelöst“ werden sollte. Dabei handelt es sich meistens um einen Begriff, der konkret oder im übertragenen Sinn in einem Musikstück, einem Bild, einem Gedicht oder einem anderen kreativen Werk vorkommt
- Themen aus Politik, Religion, Wirtschaft sind während der Sozietätsabende tabu.

Da die Gründung des Bundes am 7. Februar stattfand, wurde der zufällige Tagesheilige St. Romuald Schutzpatron der Niederländter. Wappentier der Gesellschaft ist der von van Os erschaffene „Lindlingswurmb“ (= Lindwurm), der seinen Schatz, das Niederlandt, bewacht. Als Devise der Niederländter gilt von Anfang an „Froh Gemüt, geschickte Hand“.

## Die Gründer
Ludwig von Nagel, geboren 1836 in Weilheim, trat 1852 als Kadett in das 5. Chev. Regiment ein, machte die Kriege 1866 und 1870 mit und beendete seine militärische Laufbahn als Major 1877. Schon zu Anfang seiner Militärzeit gab ihm ein Militärveterinär Gelegenheit, Pferde nach lebenden und toten Modellen zu zeichnen. Bald machte er sich einen Namen als Pferdezeichner und -maler. Ludwig von Nagel war aber auch ein Meister der Karikatur. Seine Werke erschienen ab 1877 in den „Fliegenden Blättern“ und in verschiedenen Sammelbänden. Er war auch ein begabter Maler, aber eine Allergie gegen Öl und Terpentin hinderte seine Entwicklung in diesem Genre.
Neben Ludwig von Nagel fanden sich zur Gründungsversammlung des Niederlandts Franz Bonn, damals Staatsanwalt, aber auch schon Autor mehrerer humorvoller Bücher (Pseudonym: von Miris), Moritz von Bomhard (Generalleutnant), Friedrich Zenk (Oberstabsauditeur), Friedrich von Praun (Oberstleutnant) und weitere sechs Freunde am Gründungstag, den 7. Februar 1870 im Gasthaus zur Sonne in Bayreuth ein, zu denen bald vier weitere Interessierte stießen.

## Die Sozietäten

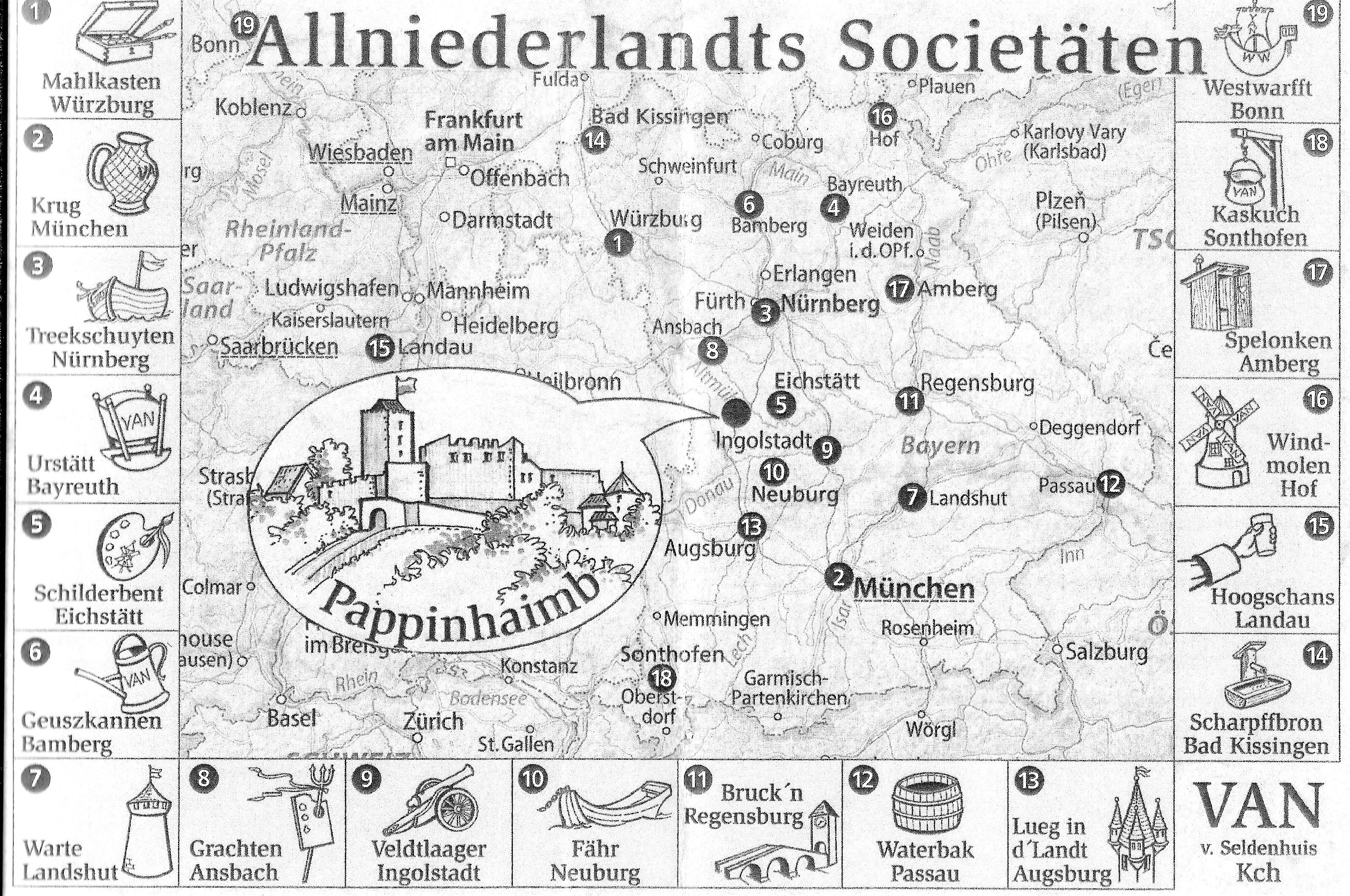
Karte der 20 Sozietäten in Bayern

Die in Bayreuth gegründete Gesellschaft nannte sich „Mahlkasten“. Als einige ihrer Mitglieder im Jahr 1873 verstarben und andere, wie bei den Militärs üblich, versetzt wurden, löste sich die Gesellschaft im Februar 1874 auf. Ludwig von Nagel, der 1875 nach Würzburg versetzt wurde, setzte dort seine Idee erneut um und gründete im November 1876 dort wieder einen Mahlkasten.
Doch schon kurze Zeit später siedelte er im Mai 1877 nach München über, wo er im Dezember desselben Jahres die Sozietät „Der Krug“ aus der Taufe hob. Es folgten weitere Gründungen: 1882 die „Treekschuyten“ zu Nürnberg, 1889 „der Schilderbent“ zu Eichstätt, 1892 „die Geusskann“ in Bamberg und 1898 „die Warte“ in Landshut und „die Grachten“ in Ansbach. Bereits 1885 wurde der frühere Mahlkasten in Bayreuth als „Urstätt“ reaktiviert. So bestanden zum Zeitpunkt des Todes von Ludwig von Nagel acht Sozietäten, alle in Bayern. Weitere Gründungen fanden unter Nagels Nachfolgern als „Grootmynheers“ statt: 1900 in Ingolstadt „das Veldtlaager“, 1901 in Neuburg „die Fähr“ und in Regensburg „die Bruckn“, 1902 in Passau „der Waterbak“, 1903 in Augsburg das „Lueg in d'Land“, 1904 in Bad Kissingen „der Scharpffbron“, 1907 in Landau in der Pfalz „die Hoogschans“, 1910 in Hof „die Windmolen“ und 1914 in Amberg „die Spelonken“. Dazu kamen nach dem Ersten Weltkrieg im Jahr 1928 „die Kaskuch“ in Sonthofen und nach dem Zweiten Weltkrieg 1966 „die Westwarfft“ zu Bonn am Rhein. Im Herbst 2019 wurde in Pappenheim die 20. lebende Sozietät aus der Taufe gehoben, „die Veste im Trawt Nest“. Einige Gründungen in Kiel, Saargemünd, Germersheim, Lüttich, Berlin, Kaiserslautern und Aschaffenburg gingen nach kurzer oder teilweise längerer Zeit wieder ein. Einschneidend waren hier die beiden Weltkriege und der Nationalsozialismus, in dem Niederlandt wie viele ähnliche Gesellschaften ab 1938 in manchen Städten verboten war.

### Allniederlandt
Das Netz von Niederländtischen Sozietäten, das sich ab 1877 über ganz Bayern zog, bedurfte einer zentralen, wenn auch lockeren Organisation, dem „Allniederlandt“. Dessen Leiter ist der „Grootmynheer“, der neben Koordinationsaufgaben auch Repräsentationspflichten wahrnimmt. Der erste Grootmynheer war 1899 Rembrandt van Mijn, Adrian van Os selbst war nie Grootmynheer, sondern der „Urmynheer“.

### Pappenheim

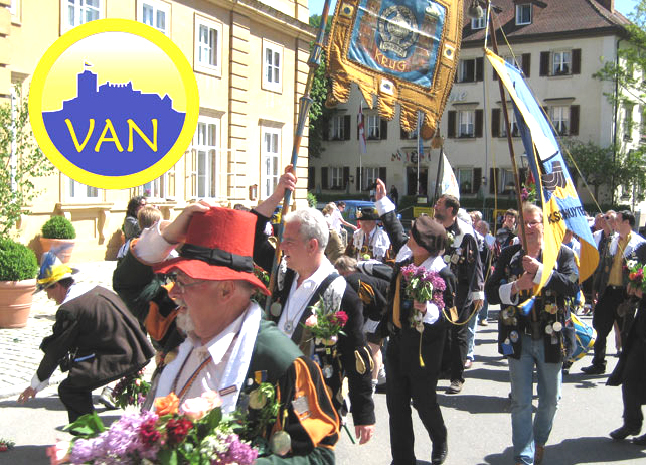
Groszweltumbsegelung in Pappenheim

Auf Anregung des Treekschuyten-Mynheeren van der Marschen trafen sich im Mai 1884 Mynheeren aus den drei damals bestehenden Sozietäten in Pappenheim zur „Erist Mayenfahrt“, bei der Graf Max von Pappenheim die Schirmherrschaft übernahm. Seitdem treffen sich die Niederländter alljährlich am letzten Wochenende im Mai zu ihrer „Grosz Weltumbsegelung bis gen Pappinheimb“ und feiern dort zwei Tage lang mit Musik und Gesang, einem Festspiel und einem Umzug mit anschließender Mayenpredigt (s. u. Glossar) die Wiederkehr des Mayen und das Wiedersehen mit ihren Freunden.

## Bekannte Mitglieder
Zu den etwa 3000 Mynheeren, die seit 1870 der Gesellschaft angehörten und noch angehören, zählten einige bekannte Künstler, so zum Beispiel der Journalist und Schriftsteller Fritz von Ostini, Mitbegründer der Zeitschrift Jugend, der Münchner Arzt, Journalist und Schriftsteller Anton Noder, unter dem Pseudonym A.de Nora bekannt geworden, der Nürnberger Maler, Radierer und Grafiker Rudolf Schiestl und andere Persönlichkeiten wie etwa der wegweisende Reformpädagoge Georg Kerschensteiner und der Komponist Hermann Zilcher.

## Niederländtisches Glossar
| Altniederländtisch              | Bedeutung |
| ------------------------------- | --- |
| Adlatus                         | Gehilfe eines Sozietätsfürstandts oder des Grootmynheern |
| Allniederlandt                  | lose Vereinigung der Sozietäten |
| Auffgäb                         | ein monatlich wechselndes Wort oder ein Begriff als Anregung für die Aufgäblösung                                                                                                  |
| Auffgäblösung                   | aufgrund einer Aufgäb gefertigtes Gedicht, Musikstück, Gesangseinlage, Zeichnung, Gemälde eines Mynheers                                                                           |
| Candidate, Kandidate            | Gästlyn, das erklärt hat, beitreten zu wollen und sich auf die Täuff vorbereitet                                                                                                   |
| Chronika                        | von jedem Sozietätsabend angefertigter heiterer und illustrierter Bericht |

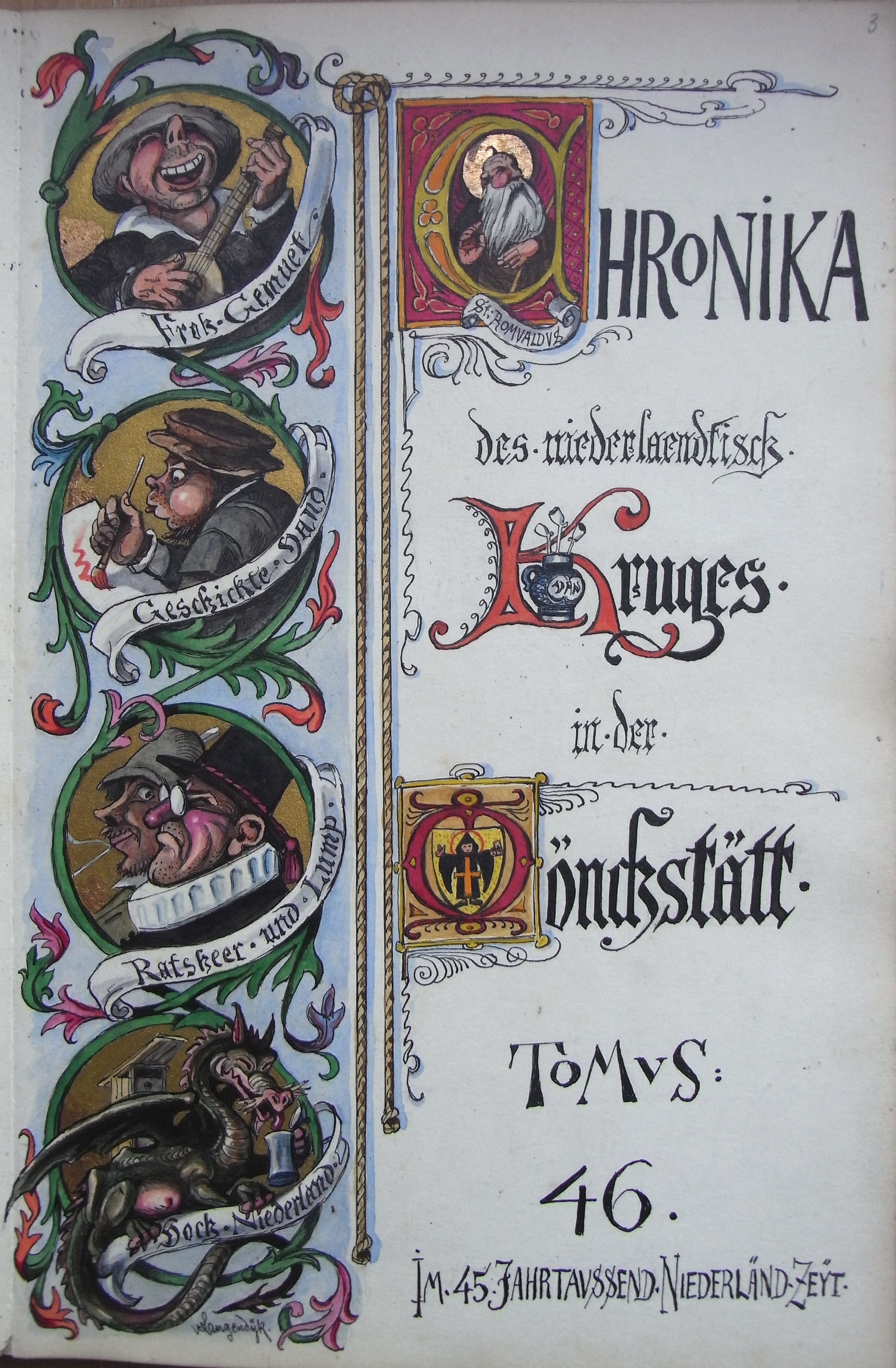
Chronikblatt der Sozietät Krug in der Mönchstätt, München

| Codex                           | Regelwerk für die offiziellen Sozietätsabende; Grundlage des niederländtischen Spiels                                                                                              |
| cordialst                       | herzlich |
| einreuten                       | fahren; einer Sozietät zugehen |
| Ethisch Prinzip (Vertreter des) | offizieller Ankläger von (vermeintlichen) Verstößen gegen den Codex |
| exercieren                      | ausführen, ein Musikstück spielen |
| Festspiel                       | Theaterstück am Festabend einer Weltumsegelung oder eines Stiftsfests |
| Fürstandt                       | als primus inter pares Vorsitzender einer Sozietät. Solche Fürständt heißen in jeder Sozietät anders: etwa in der Sozietät Krug „Krughalter“ oder im Veldtlaager „Veldthauptmann“  |
| Gästlyn                         | Gast einer Sozietät |
| Geheimsecretarius               | s. Adlatus |
| Gilde(n)                        | lockere Gruppierungen innerhalb einer Sozietät: Lukasgilde (Maler und Zeichner), Musikgilde (Sänger und Instrumentalisten) etc. ein Mynheer kann mehreren dieser Gilden angehören. |
| Jahrtawsend                     | Zählen den Jahre in Tausenderschritten: Millifikationseffekt, hebt die Zeit auf |
| Kastner                         | Schatzmeister einer Sozietät |
| Lindlingswurm                   | Symbolfigur und Maskottchen des Niederlandts |
| Lokälyn                         | Raum, in dem die Sozietätsabende stattfinden |
| Losament                        | Lokälyn |
| Lump                            | der Lump verstößt gegen das Niederländter Recht; der entsprechenden Lumpengilde gehört jeder Mynheer an                                                                            |
| Mahlkasten                      | hieß ursprünglich die erste Gründung in Bayreuth; nachdem diese 1874 einging, wurde die in Würzburg 1876 gegründete Sozietät so genannt und heißt heute noch so                    |
| Mayenfahrt                      | siehe Weltumbsegelung |
| Mayenpredigt                    | Festansprache eines Mynheers im Rahmen einer Mayenfahrt in der Figur des St. Romuald                                                                                               |
| Musikgilden                     | Gruppierung der Musiker und Sänger einer Sozietät |
| Mynfrouw                        | Ehefrau oder Freundin eines Mynheern |
| Mynheer                         | Mitglied einer Sozietät |
| Niederländter Recht             | Heitere Rechtsprechung innerhalb des niederländtischen Spiels |
| Ördlyn                          | Auszeichnung für Verdienste, Erinnerungsstück an Ereignisse; Ördlyn werden am Wämslyn befestigt                                                                                    |
| Pappinhaimb                     | Pappenheim; Stadt in Mittelfranken, Treffpunkt aller Mynheers zur Mayenfahrt |
| Plackschiß, Plackscheuß         | bereits bei Grimmelshausen vorkommendes Wort für (meist unangenehme) Arbeit |
| Poemlyn                         | Gedicht |
| Pön                             | künstlerische, heitere Leibes- oder Geldstrafe im Rahmen eines Urtls. |
| Postreuter                      | 1: Brief, Rundschreiben; auch: elektronisch Postreuter; 2: mehrmals im Jahr erscheinende Zeitschrift mit Nachrichten aus Allniederlandt                                            |
| profan                          | s. vulgär |
| Rathsheer                       | Richter im niederländtischen Spiel; meist Stellvertreter des Sozietätsfürstandts reuten;                                                                                           |
| Reuterhaus                      | Toilette, WC |
| Romuald, St. Romuald            | Schutzpatron des Niederlandts |
| Schatzkästlyn                   | Verzeichnis aller Mynheeren |
| Schützengilden                  | kurios ausstaffierte Polizei, bzw. Truppe einer Sozietät |
| Schlämplyn                      | gemeinsames Abendessen im Rahmen eines Sozietätsabends |
| Stinkelefant                    | Bus |
| Stinkrößlin                     | Auto |
| Täuff                           | feierliche Aufnahme eines Candidaten in eine Sozietät im Rahmen eines geheimen Rituals                                                                                             |
| Traut Nest                      | s. Pappinhaimb |
| tusig                           | tausend; einfache Zähleinheit: Jahrtusig = (ein) Jahr; hunderttusig = hundert |
| Überfall                        | Besuch bei einer anderen Sozietät |
| Urtl                            | Richtspruch des Rathsheern |
| VAN                             | Akronym für Vivat Amicitia Nostra (= es lebe unsere Freundschaft) |
| vulgär                          | als vulgär gilt alles außerhalb des Niederlandts: Titel, Beruf, Arbeit |
| Wämslyn                         | Wams, Jacke eines Mynheern |
| Weltumbsegelung (Groß W., GWU)  | alljährliches Treffen der Mynheern aller Sozietäten in Pappenheim |
| Winsulholz                      | Geige |
| Zugereiseter                    | Ständiger Gast einer Sozietät; Mynheer einer anderen Sozietät |